# Hugo Stöhr

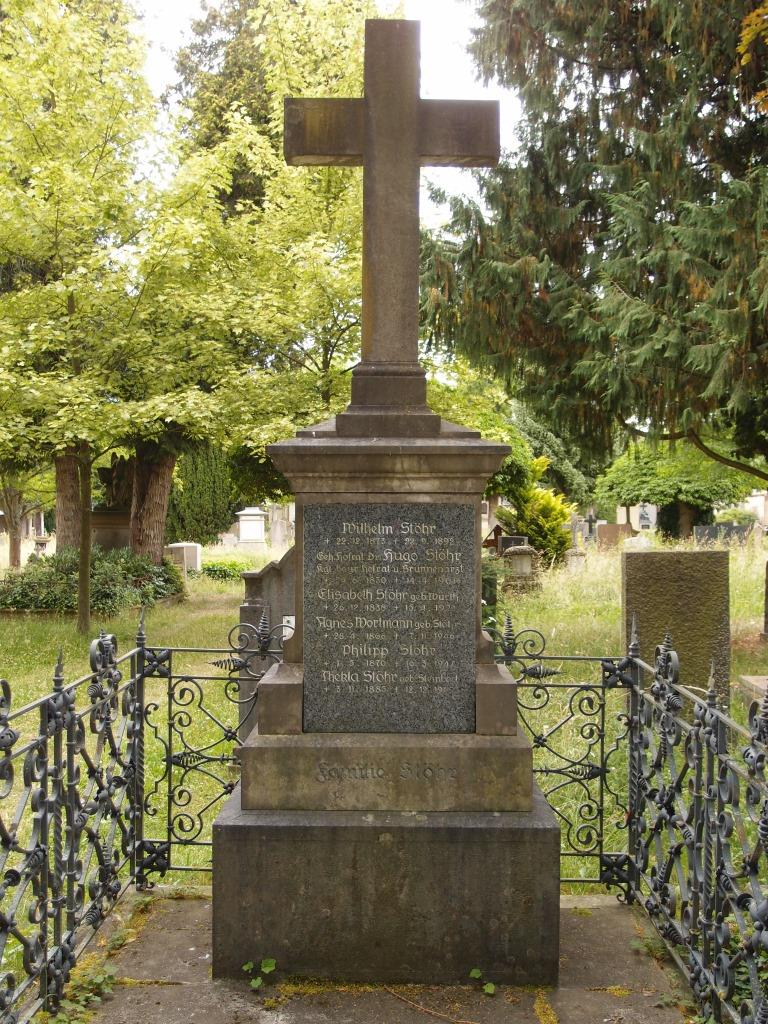
Grab von Hugo Stöhr auf dem Kapellenfriedhof in Bad Kissingen

Hugo Stöhr (* 1830 in Würzburg; † 1901 in Bad Kissingen) war ein deutscher Frauen- und Badearzt.

## Leben
Stöhr studierte an den Universitäten in Würzburg, Wien und Paris. Als Assistenzarzt war er während der Cholera-Epidemie in Augsburg eingesetzt. 1856 machte er das Staatsexamen und wurde anschließend Leibarzt des Fürsten Adolf von Löwenstein-Wertheim-Freudenberg  (1805–1861; Regentschaft 1855–1861).
Ab 1862 war er als Arzt in Bad Kissingen tätig, wurde 1876 großherzoglich Oldenburgischer Hofrat, 1883 Mecklenburgisch-Schweriner Geheimer Hofrat und 1895 königlich bayerischer Hofrat. Er war Inhaber vieler Orden und Auszeichnungen.
Stöhr nahm am Deutschen Krieg von 1866 und am Deutsch-Französischen Krieg 1870/1871 teil. Er unterstützte das Rote Kreuz und die Sanitäts-Colonne, wo er Ehrenmitglied wurde.
Künstlerisch betätigte er sich in der Leitung „theatralischer Aufführungen“ des Dilettantenvereins (Laienspielgruppe). Auch als Autor versuchte er sich.

## Werke
- Erinnerungen eines fröhlichen Wanderburschen an Bad Kissingen, Kurverein (Hrsg.), Bad Kissingen 1893
- Kissingen Spa, the international health-resort, in its medical and social aspects (engl.), Kurverein (Hrsg.), Meisenbach & Riffarth Verlag, München ca. 1875